# Ouroux-sur-Saône
Ouroux-sur-Saône ist eine französische Gemeinde mit 3.183 Einwohnern (Stand: 1. Januar 2022) im Département Saône-et-Loire in der Region Bourgogne-Franche-Comté. Sie gehört zum Arrondissement Louhans und zum Kanton Ouroux-sur-Saône. Die Einwohner werden Ouriats bzw. Ouriates genannt.

## Geografie

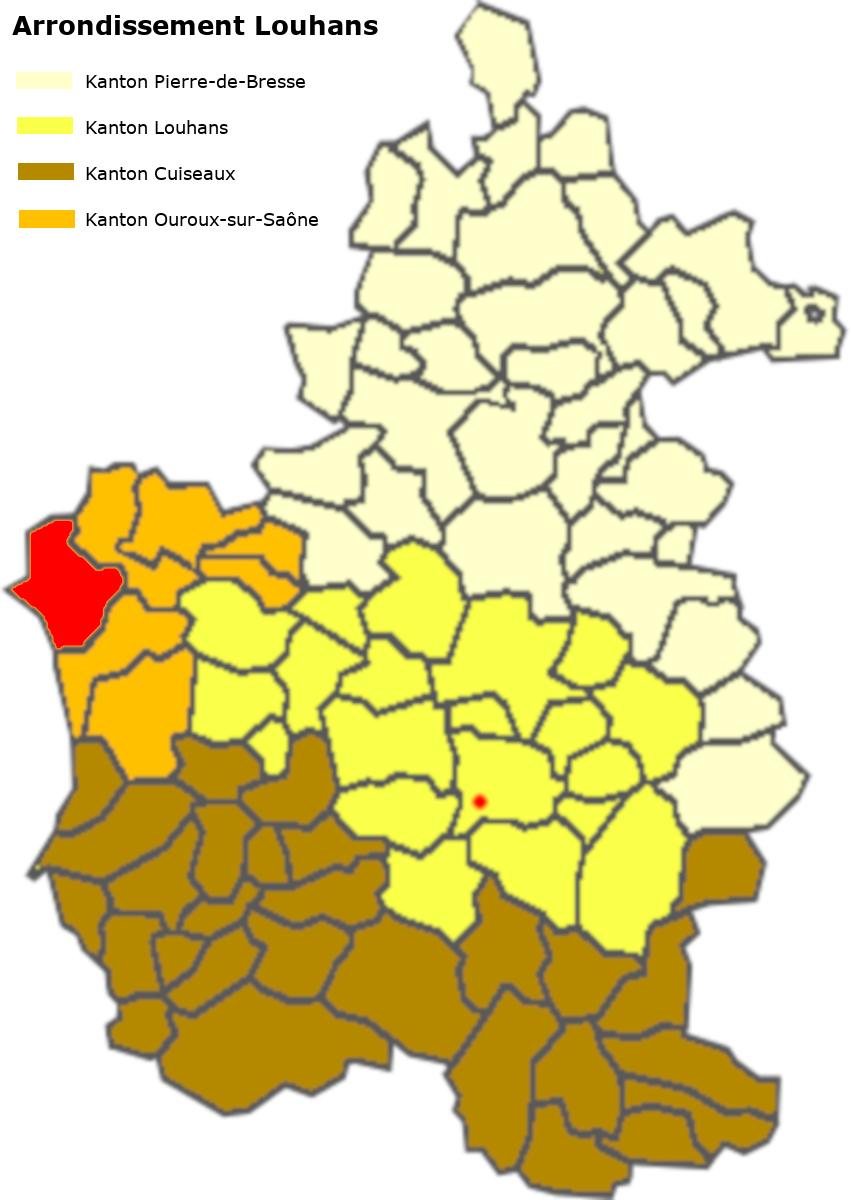
Lage der Gemeinde im Arrondissement Louhans

Die Gemeinde liegt im äußersten Westen des Arrondissements Louhans in der Landschaft der Bresse, etwa zehn Kilometer südöstlich von Chalon-sur-Saône und 23 Kilometer in westnordwestlicher Richtung von Louhans. Ouroux-sur-Saône ist eine der vier Gemeinden des Arrondissements Louhans die an die Saône grenzen, mit einer östlichen Länge von 4° 55' O wird der westlichste Punkt der Gemeinde und des Arrondissements Louhans erreicht. Im Westen grenzt die Gemeinde an Varennes-le-Grand, im Nordwesten an Épervans und im Norden an Lans, die alle im Arrondissement Chalon-sur-Saône liegen. Die Gemeindegebiete südwestlich des Bourg werden bereits zur Landschaft Vallée de la Saône gerechnet.
Die Siedlungsgebiete befinden sich vorwiegend entlang der Departementsstraßen, Waldflächen finden sich nördlich des Bourg und im Norden des Gemeindegebiets. Die ganze Fläche ist stark von Windschutzhecken durchzogen.
Im östlichen Gemeindegebiet fließt der Bief du Creux Blanc in Nord-Süd-Richtung und mündet kurz darauf in die Noue. Im Westen des Bourg befinden sich etwa vier Étangs, die vor allem dem Fischereisport und anderen Wasservergnügen dienen.
Von Nordwesten nach Südosten durchzieht die Departementsstraße D978 das Gemeindegebiet, sie verbindet Épervans im Norden mit Saint-Germain-du-Plain im Süden, sie wird hier Route de Louhans genannt. Kurz vor der südöstlichen Gemeindegrenze, zweigt von ihr die Departementsstraße D933 nach Süden ab, sie heißt hier Route de Cuisery.
In der Gemeinde befinden sich folgende Weiler und Fluren: Ansesia, Bas-d’Ouroux, en Bavent, Bécaille, Boissin, Botey, Bourg-Neuf, le Brouillat, Champ-de-Lay, la Chapelle, la Charme, la Chaunée, Colombey, Curtil-Brenot, en Foussot, Grancière, les Justices, la Lochère, le Mont, Moroges, le Moulin-à-Vapeur, le Moulin-à-Vent, Ouroux-Saint-Christophe, Pavembois, le Piochy, le Pont-Sarrasin, le Port, le Pulimot, le Rouilly, les Ruettes-Ricquain, Velard, la Verne, la Vernotte.

### Klima
Das Klima in Ouroux-sur-Saône ist warm und gemäßigt. Es gibt das ganze Jahr über deutliche Niederschläge, selbst der trockenste Monat weist noch hohe Niederschlagsmengen auf. Die Klassifikation des Klimas nach Köppen und Geiger ist Cfb ((Gemäßigtes) Ozeanklima). Die Temperatur liegt im Jahresdurchschnitt bei 12,0 °C. Der wärmste Monat ist der Juli mit einer Durchschnittstemperatur von 21,2 °C, der kälteste der Januar mit 3,3 °C. Über ein Jahr verteilt summieren sich die Niederschläge auf 1055 mm, dabei ist der November mit 113 mm der niederschlagsreichste, während März als trockenster Monat 73 mm aufweist. Über das ganze Jahr werden etwa 2700 Sonnenstunden gezählt.
|                        | Jan | Feb | Mär  | Apr  | Mai  | Jun  | Jul  | Aug  | Sep  | Okt  | Nov  | Dez |   |      |
| Mittl. Temperatur (°C) | 3,3 | 3,9 | 7,5  | 11,2 | 15,0 | 19,1 | 21,1 | 20,7 | 17,0 | 12,9 | 7,4  | 4,1 | ⌀ | 12   |
| Mittl. Tagesmax. (°C)  | 6,2 | 7,7 | 12,0 | 15,8 | 19,4 | 23,8 | 25,8 | 25,5 | 21,5 | 16,9 | 10,5 | 6,9 | ⌀ | 16   |
| Mittl. Tagesmin. (°C)  | 0,6 | 0,6 | 3,2  | 6,3  | 10,2 | 14,1 | 16,1 | 15,8 | 12,7 | 9,2  | 4,4  | 1,5 | ⌀ | 7,9  |
|                        |     |     |      |      |      |      |      |      |      |      |      |     |   |      |
| Niederschlag (mm)      | 89  | 75  | 73   | 88   | 96   | 78   | 75   | 79   | 88   | 103  | 113  | 98  | Σ | 1055 |

| 0,6 |

| 0,6 |

| 3,2 |

| 6,3 |

| 10,2 |

| 14,1 |

| 16,1 |

| 15,8 |

| 12,7 |

| 9,2 |

| 4,4 |

| 1,5 |

| 0,6 |

| 0,6 |

| 3,2 |

| 6,3 |

| 10,2 |

| 14,1 |

| 16,1 |

| 15,8 |

| 12,7 |

| 9,2 |

| 4,4 |

| 1,5 |

## Toponymie
Ouroux wird erstmals erwähnt im Jahr 1004 in den Büchern des Klosters Saint-Marcel, wo es als Oratorium (Bethaus) erscheint. Es muss also bereits damals ein kirchliches Gebäude bestanden haben. Die eigentliche Kirche war im Gebiet von Saint-Christophe-en-Bresse, die auch den Gläubigen von Ouroux und dem Weiler Colombey als Gotteshaus diente. Der Ort wird in verschiedenen Formen genannt: Oreor (1075), Orous (1290), Orroul (1464), Ouroux outre la riviere de Sone (1503). Seit 1880 besteht der heutige Name Ouroux-sur-Saône.

## Geschichte
Eine vorgeschichtliche Siedlung wurde etwa 200 Meter flussabwärts vom heutigen Campingplatz gefunden. Durch das Gemeindegebiet führte die Römerstraße, die Chalon-sur-Saône mit Louhans verband, die heutige Départementsstraße D978. Im Weiler Velard zweigte eine weitere Römerstraße nach Süden ab, sie führte nach Thorey und Ormes, wo sich Fähren befanden. Die beiden Saôneufer waren bis 1910 nur mit Fähren verbunden.
Noël Jeannin war der Architekt der ersten Brücke, die Ouroux-sur-Saône mit Mornay verband. Die Brücke wurde 1944 durch die Deutschen zerstört.
Der Ort zählte drei Kapellen, wovon eine später zur Pfarrkirche wurde. Das Joch unter dem Turm stammt vom 12. oder 13. Jahrhundert, der Chor aus dem 16. Jahrhundert, der Turm selbst wurde 1883 erbaut.
Der Weiler le Port entstand am Ende des 17. Jahrhunderts. Es sind noch langgezogene Gebäude erhalten, die als Holzlager und ein hohes Gebäude, das als Kornlager dienten. In der ersten Hälfte des 19. Jahrhunderts zählte die Gemeinde zwei Waschhäuser und eine Windmühle. 1911 waren in der Gemeinde zwei Dampfmühlen und eine Ziegelei auf einer Anhöhe, die um die letzte Jahrhundertwende abgerissen wurde. Im Ostteil des Bourg besteht eine ehemalige Tabaktrocknerei.
Die Pfarrkirche gehörte zur Baronie von Saint-Germain-du-Plain. Velard war im Besitz des Priors des Klosters Saint-Marcel und Colombey des Bischofs von Chalon-sur-Saône.

### Heraldik
Die Gemeinde benutzt auf ihrer Homepage ein Wappen, das nicht den heraldischen Vorschriften entspricht. Eigentlich handelt es sich um ein Logo in Wappenform.
1973 wurden umfangreiche Funde aus der Bronzezeit gemacht, darunter auch Reste eines Rades, insbesondere der Nabe und zwei Speichen. Dieses 57 Zentimeter lange Fundstück bildet den Kern des sogenannten Wappens. Dabei wurde die gefundene Nabe phantasievoll ergänzt und rollt nun als Rad über die Wellen der Saône. Die Blasonierung lautet deshalb wie folgt: Auf Gold das Rad von Ouroux in Schwarz, darunter in Blau ein Fluss.

## Bevölkerung
| Ouroux-sur-Saône: Einwohnerzahlen von 1793 bis 2020 | Ouroux-sur-Saône: Einwohnerzahlen von 1793 bis 2020 | Ouroux-sur-Saône: Einwohnerzahlen von 1793 bis 2020 | Ouroux-sur-Saône: Einwohnerzahlen von 1793 bis 2020 | Ouroux-sur-Saône: Einwohnerzahlen von 1793 bis 2020 |
| --- | --------------------------------------------------- | --------------------------------------------------- | --------------------------------------------------- | --------------------------------------------------- |
| Jahr |                                                     |                                                     |                                                     | Einwohner                                           |
| 1793 | 1793                                                |                                                     | 1.876                                               | 1.876                                               |
| 1800 | 1800                                                |                                                     | 1.921                                               | 1.921                                               |
| 1806 | 1806                                                |                                                     | 1.989                                               | 1.989                                               |
| 1821 | 1821                                                |                                                     | 2.101                                               | 2.101                                               |
| 1831 | 1831                                                |                                                     | 2.195                                               | 2.195                                               |
| 1836 | 1836                                                |                                                     | 2.140                                               | 2.140                                               |
| 1841 | 1841                                                |                                                     | 2.095                                               | 2.095                                               |
| 1846 | 1846                                                |                                                     | 2.028                                               | 2.028                                               |
| 1851 | 1851                                                |                                                     | 2.082                                               | 2.082                                               |
| 1856 | 1856                                                |                                                     | 2.053                                               | 2.053                                               |
| 1861 | 1861                                                |                                                     | 2.012                                               | 2.012                                               |
| 1866 | 1866                                                |                                                     | 2.025                                               | 2.025                                               |
| 1872 | 1872                                                |                                                     | 1.954                                               | 1.954                                               |
| 1876 | 1876                                                |                                                     | 1.956                                               | 1.956                                               |
| 1881 | 1881                                                |                                                     | 1.981                                               | 1.981                                               |
| 1886 | 1886                                                |                                                     | 1.965                                               | 1.965                                               |
| 1891 | 1891                                                |                                                     | 1.948                                               | 1.948                                               |
| 1896 | 1896                                                |                                                     | 1.868                                               | 1.868                                               |
| 1901 | 1901                                                |                                                     | 1.746                                               | 1.746                                               |
| 1906 | 1906                                                |                                                     | 1.697                                               | 1.697                                               |
| 1911 | 1911                                                |                                                     | 1.653                                               | 1.653                                               |
| 1921 | 1921                                                |                                                     | 1.533                                               | 1.533                                               |
| 1926 | 1926                                                |                                                     | 1.548                                               | 1.548                                               |
| 1931 | 1931                                                |                                                     | 1.586                                               | 1.586                                               |
| 1936 | 1936                                                |                                                     | 1.531                                               | 1.531                                               |
| 1946 | 1946                                                |                                                     | 1.565                                               | 1.565                                               |
| 1954 | 1954                                                |                                                     | 1.604                                               | 1.604                                               |
| 1962 | 1962                                                |                                                     | 1.697                                               | 1.697                                               |
| 1968 | 1968                                                |                                                     | 1.842                                               | 1.842                                               |
| 1975 | 1975                                                |                                                     | 1.815                                               | 1.815                                               |
| 1982 | 1982                                                |                                                     | 2.099                                               | 2.099                                               |
| 1990 | 1990                                                |                                                     | 2.294                                               | 2.294                                               |
| 1999 | 1999                                                |                                                     | 2.504                                               | 2.504                                               |
| 2009 | 2009                                                |                                                     | 2.962                                               | 2.962                                               |
| 2014 | 2014                                                |                                                     | 3.060                                               | 3.060                                               |
| 2020 | 2020                                                |                                                     | 3.102                                               | 3.102                                               |
| Quelle(n): EHESS/Cassini bis 2006, ab 2009 INSEE Anmerkung(en): • Ab 1962 offizielle Zahlen ohne Einwohner mit Zweitwohnsitz • Höchste Einwohnerzahl 2020 mit 3102, tiefste Einwohnerzahl 1936 mit 1531 (49,4 % vom Maximum) |                                                     |                                                     |                                                     |                                                     |

| Bevölkerungsstruktur | Anzahl Einwohner | männlich | weiblich | davon Ausländer | Anteil % |
| -------------------- | ---------------- | -------- | -------- | --------------- | -------- |
|                      | 3134             | 1554     | 1580     | 18              | 0,6      |

| Männer | Alterstufe | Frauen |
| ------ | ---------- | ------ |
| 14     | 90 + älter | 19     |
| 108    | 75–89      | 129    |
| 294    | 60–74      | 310    |
| 338    | 45–59      | 342    |
| 296    | 30–44      | 300    |
| 223    | 15–29      | 211    |
| 281    | 0–14       | 268    |

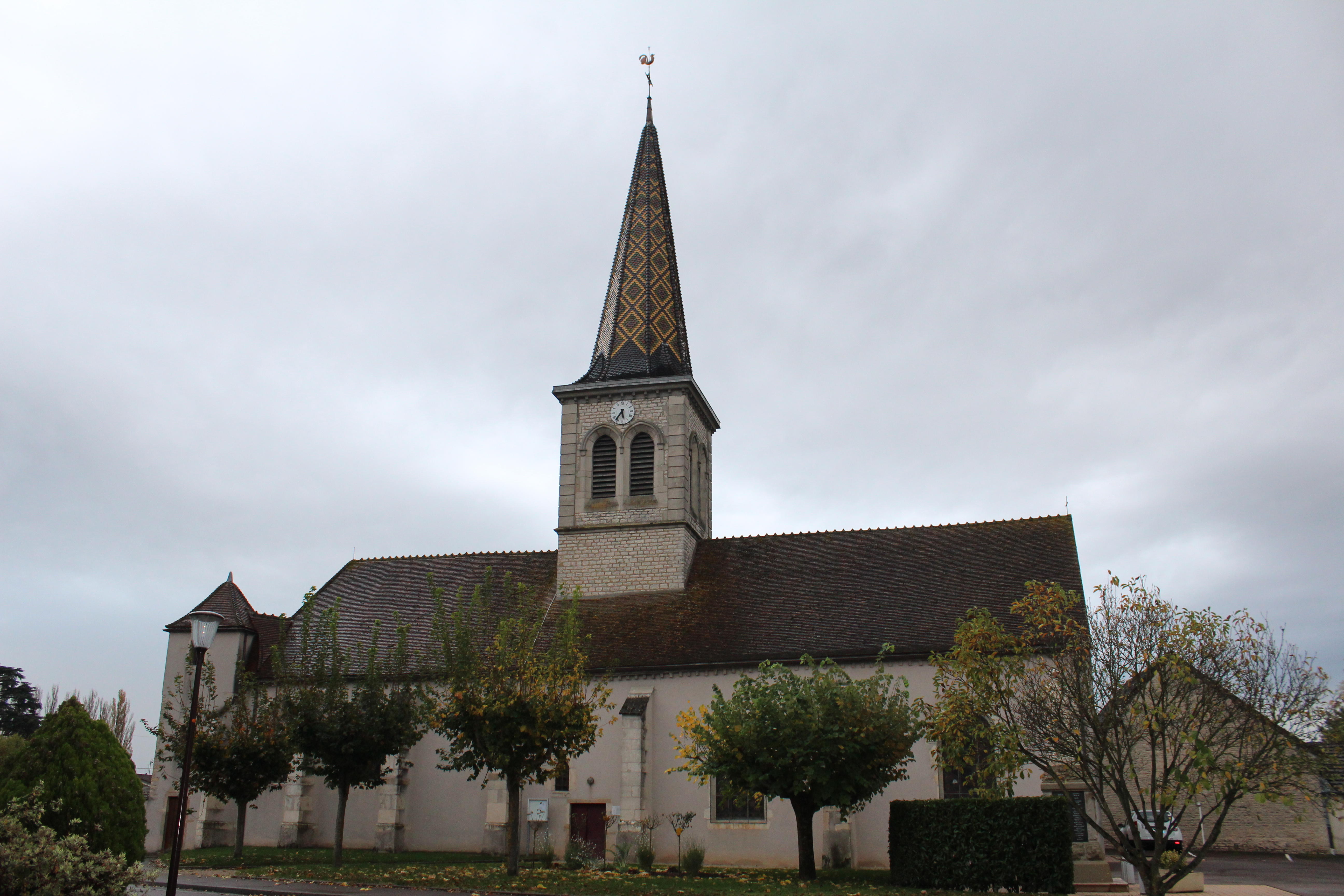
Kirche Notre-Dame-de-l’Assomption in Ouroux-sur-Saône

Die Bevölkerungsstruktur zwischen Männern und Frauen ist ziemlich ausgeglichen, wobei 50 % der Bevölkerung jünger als 45 Jahre sind. Die Gruppe der unter 15-Jährigen macht 17,5 % der Bevölkerung aus. Demgegenüber sind 28 % der Einwohner älter als 60 Jahre und damit im Rentenalter. Diese Struktur dürfte auf die Tatsache zurückzuführen sein, dass seit 1999 dank einer regen Bautätigkeit die Wohneinheiten um 43 % zugenommen haben. Dadurch dürfte ein verstärkter Zuzug von jungen Familien mit Kindern erfolgt sein.
| Wohnstruktur               | Anzahl Wohneinheiten | davon Häuser | Wohnungen | sonstige |
| -------------------------- | -------------------- | ------------ | --------- | -------- |
|                            | 1505                 | 1365         | 132       | 8        |
| davon Hauptwohnsitz        | 1377                 |              |           |          |
| Zweit- oder Ferienwohnsitz | 31                   |              |           |          |
| vakant                     | 96                   |              |           |          |

## Wirtschaft und Infrastruktur

### Unternehmen, Betriebe, Ladengeschäfte und Einrichtungen
In der Gemeinde befinden sich nebst der Mairie und Kirche folgende Unternehmen nach Branchen:
| Branche                                                           | Anzahl Betriebe |
| ----------------------------------------------------------------- | --------------- |
| Industrie und verarbeitendes Gewerbe                              | 21              |
| Baugewerbe                                                        | 30              |
| Groß- und Einzelhandel, Verkehr, Beherbergung und Gastronomie     | 59              |
| Information und Kommunikation                                     | 1               |
| Finanz- und Versicherungsdienstleistungen                         | 2               |
| Grundstücks- und Wohnungswesen                                    | 4               |
| Freiberufliche, wissenschaftliche und technische Dienstleistungen | 28              |
| Öffentliche Verwaltung, Unterricht, Gesundheits- und Sozialwesen  | 31              |
| Sonstige Dienstleistungen                                         | 24              |
| Land- und Forstwirtschaftsbetriebe                                | 16              |

In der Gemeinde befinden sich alle Unternehmen und Ladengeschäfte, die in einer Kleinstadt notwendig sind. Sowohl im sportlichen, medizinischen, gastronomischen und öffentlichen Bereich sind mehr oder weniger alle gängigen Einrichtungen zu finden. Die Stadt bietet allerdings im touristischen Bereich keine großen Möglichkeiten, lediglich vier Restaurants.

### Geschützte Produkte in der Gemeinde
Als AOC-Produkte sind in Ouroux-sur-Saône Volaille de Bresse und Dinde de Bresse zugelassen.

### Bildungseinrichtungen
In der Gemeinde bestehen folgende Bildungseinrichtungen:
- eine École maternelle, die von 118 Schülern besucht wird,
- eine École primaire (École maternelle und École élémentaire), die von 193 Schülern besucht wird,

und beide der Académie de Dijon unterstehen. Für die Schule gilt der Ferienplan der Zone A.

## Sehenswürdigkeiten
- Kirche Mariä Himmelfahrt, im romanischen und gotischen Stil an der Stelle einer seit dem 6. Jahrhundert nachgewiesenen Kapelle
- mehrere Bauernhöfe und Ackerbürgerhäuser aus dem 17., 18. und 19. Jahrhundert